# Зворотне розсіювання
Зворотне розсіювання — фізичне явище, при якому відбувається відображення хвиль, частинок або сигналів у зворотному напрямку, тобто у бік джерела. Подібні явища мають важливі застосування у радіолокації, астрономії, фотографії та УЗД-дослідженнях.
Відображення радіосигналу у бік джерела — основа традиційної радіолокації.

## Окремі випадки
- Комптонівське розсіювання — Зміна напрямку руху фотонів при взаємодії з електронами.
- Мезосферна луна — аномальне посилення зворотного розсіювання випромінювання радіолокатора [2].
- Зворотне резерфордівське розсіювання — використовується як основа для спектроскопії резерфордівського зворотного розсіювання.
- Розсіяння Мандельштама — Бріллюена.
- Раманівське розсіяння.
- Радіолокація, особливо в моностатичних та погодних радарах.
- Orb — у фотографії — поява круглого відблиску при розсіюванні світла від спалаху на порошинках або інших мікрооб'єктах, зазвичай спостерігається при використанні вбудованих спалахів.

## У радарах
Зворотне розсіювання — один із основних принципів роботи Метеорологічних радіолокаційних станцій

## У фотографії
Основна стаття: Зворотне розсіювання у фотографії
Являє собою оптичний феномен, що проявляється у вигляді круглих артефактів на зображенні — відблисків, обумовлених відбитком пучків яскравого світла, відбитих від розфокусованих порошин, крапель води або інших мікрооб'єктів, розсіяних у повітрі або водному просторі.